# Номер по спутниковому каталогу
Номер по спутниковому каталогу (англ. Satellite Catalog Number, SCN, ранее также номер НОРАД или номер объекта USSPACECOM) представляет собой уникальный пятизначный идентификационный номер искусственных спутников Земли.
Первоначально каталог составлялся командованием воздушно-космической обороны Северной Америки (NORAD). Затем пополнялся Космическим командованием США (USSPACECOM). В каталог заносятся параметры орбит объектов в виде двустрочных элементов (TLE). В каталоге отсутствуют данные о секретных военных спутниках США.
По состоянию на 2008 год в каталоге насчитывалось до 900 активных спутников, около 400 из которых находились на геостационарных орбитах.
Открытая часть каталога содержит данные о почти 12800 объектах на земной орбите, размеры которых превышают 10 см. Среди них около 8130 частей разрушенных спутников, отработанных ступеней ракет и предметов потерянных во время работ в открытом космосе (по состоянию на март 2009). Количество объектов размером более 1 см оценивается в 600 тысяч.
Альтернативной системой нумерации спутников является NSSDC ID.